# 上海神开石油化工装备
上海神开石油化工装备股份有限公司（简称神开股份，深交所：002278），是一家位于上海的石油装备制造生产企业。
公司由顾正、李芳英、袁建新、王祥伟于1993年创建。顾正任董事长。2009年，在深交所中小板上市。2013年，经营收入达到顶峰。2014年，随着国际油价暴跌，收入下滑，同时出现亏损。2017年，油价回升，公司扭亏为盈。

## 股权之争
2015年，公司创始人顾正、袁建新、王祥伟三人一起，李芳英单独分别向上海快鹿投资集团旗下的业祥投资转让股权和表决权。业祥投资成为实际控股股东，施建祥的兄弟施建兴将成为实际控制人。董事长顾英、董事王祥伟、袁建新辞职。2016年，神开股份与同为快鹿集团关联公司的十方控股参与电影《叶问3》的资本运作。3月，因电影票房造假被揭露，与十方控股同时出现股价暴跌。不久，快鹿事件暴发。7月24日，快鹿集团转让业祥投资100%股权（持有13.07%的神开股份股权）于君隆资产。由于此交易为违规交易，日后引发神开股份13.07%股权之争。公司亦因此变故，进入无控股股东和实际控制人的状态，创始人之一的李芳英开始履董事长职务。业祥投资持有的神开股份股权、君隆资产持有的业祥投资股权均被上海市公安局长宁分局司法冻结。公司工会主席蒋赣洪提及，13.07%的神开股份股权作价10亿元，并认为此份股权应属于快鹿集团集资诈骗案的受害人。
2018年8月16日，公司发布公告，上市公司中曼石油、其控股股东中曼控股以及多位一致行动人增持股票达到5%。此举引发其他股东举报。8月30日，神开股份将召开临时股东大会。